# Иоанновские ворота
Иоа́нновские воро́та — ворота в Иоанновском равелине Петропавловской крепости в Санкт-Петербурге. Обеспечивают проход с Иоанновского моста внутрь крепости через Петровские ворота.
Иоанновские ворота возведены в 1738—1740 годах по проекту военного инженера Б. К. фон Миниха, были выстроены под руководством Х. Де Марина и названы в честь царя Ивана V, отца императрицы Анны Иоанновны, во время правления которой ворота возводились. Над проёмом ворот выведена дата «1740 года», указывающая на время завершения всех работ по сооружению каменной Петропавловской крепости. Иоанновские ворота были заключительным объектом перестройки крепости в камне.
В тимпане ворот помещен картуш, увенчанный императорской короной, окружённый воинскими атрибутами — знамёнами, алебардами, барабанами.
При оформлении парадного (восточного) фасада данного сооружения был использован опыт декоративной обработки нижнего яруса Петровских ворот (две пары колонн). Несколько позже аналогичная композиция была использована при возведении Невских ворот. Внутренний фасад ворот в 1829 году был обработан рустом и декорирован розетками.
В 1960-е годы архитекторами И. Н. Бенуа и А. Л. Ротачом была произведена реставрация Иоанновских ворот.
В апреле-мае 2008 года в крепости проводились ремонтные работы, коснувшиеся и Иоанновского равелина.